# Гребенеста токачка
Гребенестата токачка (Guttera pucherani) е вид птица от семейство Токачкови (Numididae).

## Разпространение
Видът е разпространен в откритите гори и горски савани на Субсахарска Африка.